# 软甲纲
软甲纲（学名：Malacostraca）是节肢动物门甲壳亚门中的一个纲，是这个亚门中物种数量最多的纲。这个纲中包括人们很熟悉的动物如十足目（如螃蟹、龙虾、虾等）、蝦蛄、磷虾等。它还包括物种数量众多的端足目以及唯一的一个主要生存在陆地上的甲壳类动物等足目动物（如鼠妇等）。这个纲共有4.7万多个物种，占所有甲壳亚门的三分之二，所有比较大型的甲壳动物均属于这个纲。软甲纲最早出现于寒武纪。
近年来对甲壳亚门的分类的讨论有争议，有些学者将软甲纲看作纲，有些则将它看作是一个亚纲。

## 形态
软甲纲的特征包括：
- 身体一般由21个体节组成。
- 头分六节，有两对触角，一对大顎及两对小顎。
- 胸部分八节，其前数对的足常特化为颚足。
- 腹部共有六个腹节，其腹足往往被用来游泳。
- 拥有复眼，位于杆上或者固定。
- 胃分两腔。
- 拥有集中的神经系统。

## 分类
以下为洛杉矶自然历史博物馆的两位学者（马丁与戴维斯）在1998年给出的分类：
软甲纲 
- 叶虾亚纲 Phyllocarida
  - †古介形虫目 Archaeostraca
  - †掠甲目 Hoplostraca
  - †加拿大虫目 Canadaspidida
  - †膜蝦蟲目 Hymenostraca
  - 薄甲目 Leptostraca
- 掠蝦亞綱 Hoplocarida
  - †奇泳目 Aeschronectida
  - †古口足目 Archaeostomatopoda
  - 口足目 Stomatopoda
- 真软甲亚纲 Eumalacostraca
  - 原虾总目 Syncarida
    - †古虾目 Palaeocaridacea
    - 地虾目 Bathynellacea
    - 山虾目 Anaspidacea

  - 囊虾总目 Peracarida
    - †臀頭蝦目 Pygocephalomorpha
    - 洞虾目 Spelaeogriphacea
    - 温泉虾目 Thermosbaenacea
    - 疣背糠虾目 Lophogastrida
    - 糠虾目 Mysida
    - 混足目 Mictacea
    - 端足目 Amphipoda
    - 等足目 Isopoda
    - 原足目 Tanaidacea
    - 涟虫目 Cumacea

  - 真虾总目 Eucarida
    - †狭齿虾目 Angustidontida
    - 磷虾目 Euphausiacea
    - 异虾目 Amphionides
    - 十足目 Decapoda（根据近年研究，磷虾目和异虾目可并入十足目[6][7]。）

## 外部連結
- 維基物種上的相關：软甲纲